# Wolf (Lebensmittelhersteller)
Die Wolf-Firmengruppe ist ein inhabergeführtes Familienunternehmen mit Hauptsitz im oberpfälzischen Schwandorf in Bayern. Im Jahr 1925 gegründet, hat sich Wolf im Laufe der Jahre von einem kleinen Handwerksbetrieb zu einem namhaften Unternehmen der Wurstbranche entwickelt. Heute wird das Unternehmen in vierter Generation von Christian Wolf geführt. Mit insgesamt 1200 Mitarbeitern erwirtschaftet Wolf an den Produktionsstandorten Schwandorf, Nürnberg, Schmölln und Burglengenfeld einen Jahresumsatz von rund 300 Millionen Euro. Die Wolf-Firmengruppe wird in Deutschland zu den zehn bedeutendsten Wurstwarenherstellern gezählt.

## Geschichte
Im Jahr 1925 gründete Alois Wolf in Mies im Egerland seinen ersten Betrieb. Alois’ Sohn Karl Wolf startete Ende der 1950er Jahre im oberpfälzischen Schwandorf einen Neubeginn. Es folgte die Übernahme eines Metzgereigasthofs im Jahr 1958. 1964 eröffnete er in der Winterbergstraße in Schwandorf einen Gewerbebetrieb. 1977 wurde Reinhard Wolf Juniorchef. Im Jahr 1989 begann der Neubau der heutigen Firmenzentrale in Schwandorf und damit die Vergrößerung der Produktionsfläche von 800 m² auf 8000 m². 1990 erfolgte die Inbetriebnahme des Standorts Schmölln (Thüringen) mit einer Fläche von 7500 m². 1999 integrierte er das Unternehmen Forster in die Firmengruppe und damit die Herstellung von Original Nürnberger Rostbratwürsten und Convenience-Produkten. Im Jahr 1999 trat Christian Wolf in das Unternehmen ein. 2000 wurde die Gesamtfläche in Schwandorf auf 22.000 m² erweitert. Im Jahr 2006 erweiterte er die Betriebsfläche in Schmölln auf 11.000 m². 2007 erfolgte die Inbetriebnahme des Logistikzentrums mit 6.000 m² in Schmölln. 2014 wurde die Gesamtfläche in Schwandorf auf ca. 25.000 m² erweitert.